# Pszów
Pszów (deutsch Pschow) ist eine Stadt im Powiat Wodzisławski, Woiwodschaft Schlesien in Polen.

## Geografie
Pszów liegt 51 Kilometer südwestlich von Kattowitz und sieben Kilometer nordwestlich der Kreisstadt Wodzisław Śląski.
Die Gemeinde hat eine Flächenausdehnung von 20,42 Quadratkilometern, davon werden 62 Prozent landwirtschaftlich genutzt und 14 Prozent der Fläche sind mit Wald bedeckt.

## Geschichte
Die erste schriftliche Erwähnung einer Siedlung an dieser Stelle erfolgte im Jahr 973. 1265 wurde zum ersten Mal der Name Pszów erwähnt. Für das Jahr 1293 ist die Existenz einer ersten hölzernen Kirche belegt, um das Jahr 1350 wurde eine zweite Kirche aus Stein erwähnt. Um 1544 wurde durch Wacław Siedlicki das lutherische Glaubensbekenntnis eingeführt. 1628 wurde der katholische Glaube wiedereingeführt. 1692 gibt es die erste schriftliche Erwähnung einer Schule und 1696 einer Schänke. 1722 wurde eine Kopie der Schwarzen Madonna von Tschenstochau nach Pszów gebracht. Von 1743 bis 1746 wurde die spätbarocke Wallfahrtskirche Mariä Geburt erbaut.

### Bis zum Ersten Weltkrieg
1802 wurde die Produktion von Pottasche und Kalk aufgenommen. 1832 wurden ein Brennofen und eine Dampfmühle für die Kalkindustrie errichtet. Die erste Genehmigung zum Abbau von Kohle wurde an Augustinus Ferdinand Fritz erteilt. 1843 wurde das Steinkohlebergwerk Anna in Betrieb genommen. 1848 wurde das in der Nähe entstandene Grubendorf unter dem Namen Pschower Dollen selbstständig. 1856 zerstörte ein Feuer einen Teil des Dorfes Pschow. 1882 wurde die erste Seilbahn im heutigen Polen von der Anna-Grube zum Bahnhof in Czernitz gebaut. 1885 erfolgte der Bau der Straße von Czernitz über Rydultau, Pschow zur Stadt Loslau. 1901 wurde die Straße nach Syrin gebaut. 1904 verkaufte Graf Jan Węgierski Pschow und Kokoschütz an die Polnische Bank in Posen. 1905 entstand eine Bergarbeitersiedlung bei der Anna-Grube. 1910 wurde das Gemeindehaus erbaut, in dem heute das Rathaus untergebracht ist. 1914 wurde die Eisenbahnlinie von der Anna-Grube nach Olsau gebaut.

### Zwischenkriegszeit bis heute
Nach der Volksabstimmung in Oberschlesien 1921 wurde Pszów 1922 dem polnischen sog. Ost-Oberschlesien zugeteilt und gehörte zur Autonomen Woiwodschaft Schlesien. Nach dem Überfall auf Polen im September 1939 kam Pszów mit dem Einmarsch der Wehrmacht völkerrechtswidrig unter deutsche Verwaltung. 1945 wurde die Stadt wieder polnisch. 1954 erhielt Pszów das Stadtrecht. 1975 wurde Pszów nach Wodzisław Śląski eingemeindet. 1995 wurde Pszów wieder eine selbstständige Stadtgemeinde. 1997 wurde die Wallfahrtskirche in den Rang einer Basilica minor erhoben.
Von 1975 bis 1998 gehörte Pszów zur Woiwodschaft Kattowitz.

## Wirtschaft und Verkehr

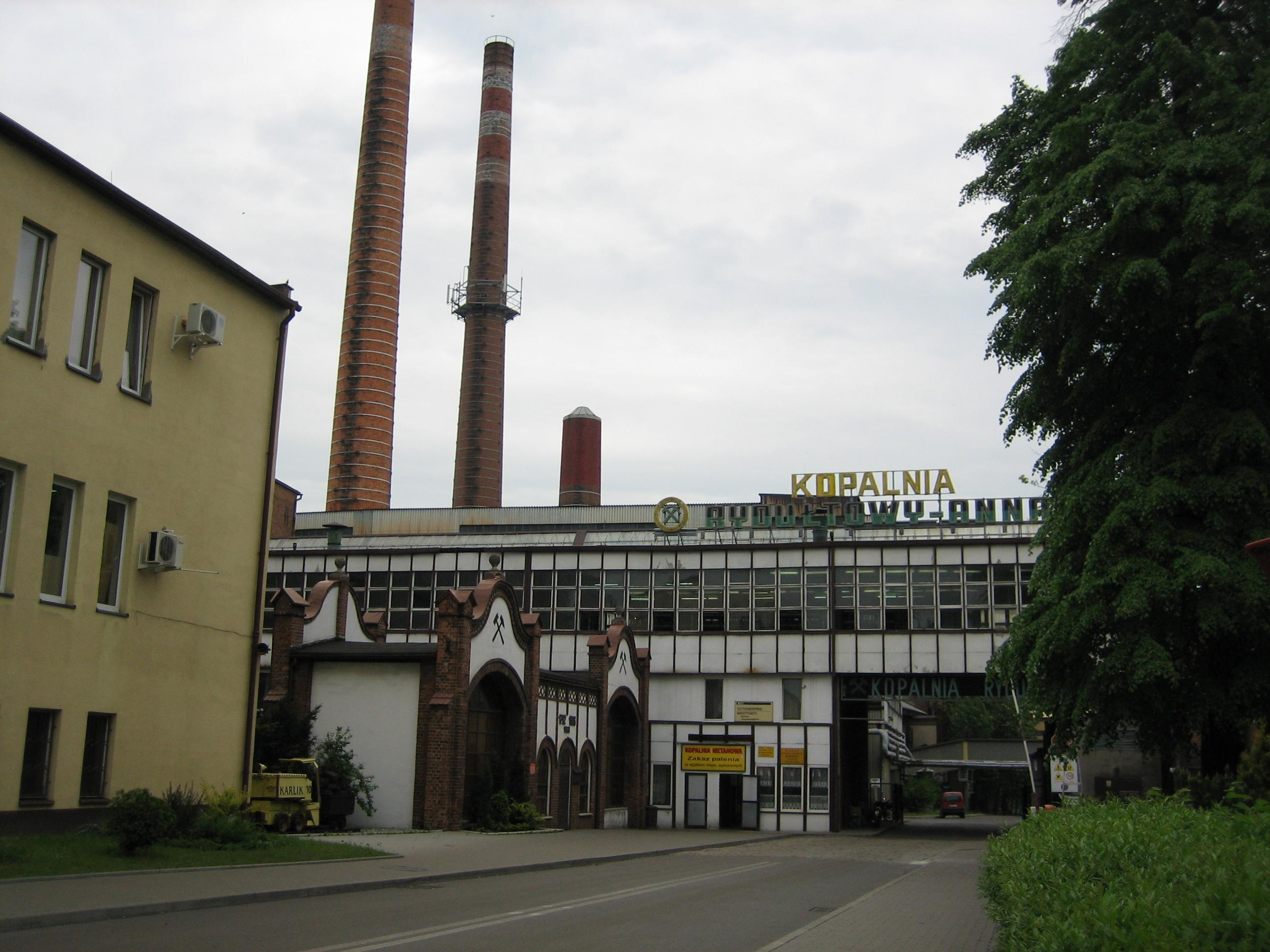
Zeche Rydułtowy-Anna

Hauptwirtschaftszweig in Pszów ist der Kohlebergbau. Der größte Arbeitgeber ist die Zeche „Anna“.
Durch Pszów verläuft die Wojewodschaftsstraße 933 (Droga wojewódzka 933).

## Bildung
In der Stadt gibt es drei Kindergärten (Przedszkole), drei Grundschulen (Szkoła Podstawowa), eine Mittelschule (Gimnazjum) und eine Berufsschule.

## Sehenswürdigkeiten

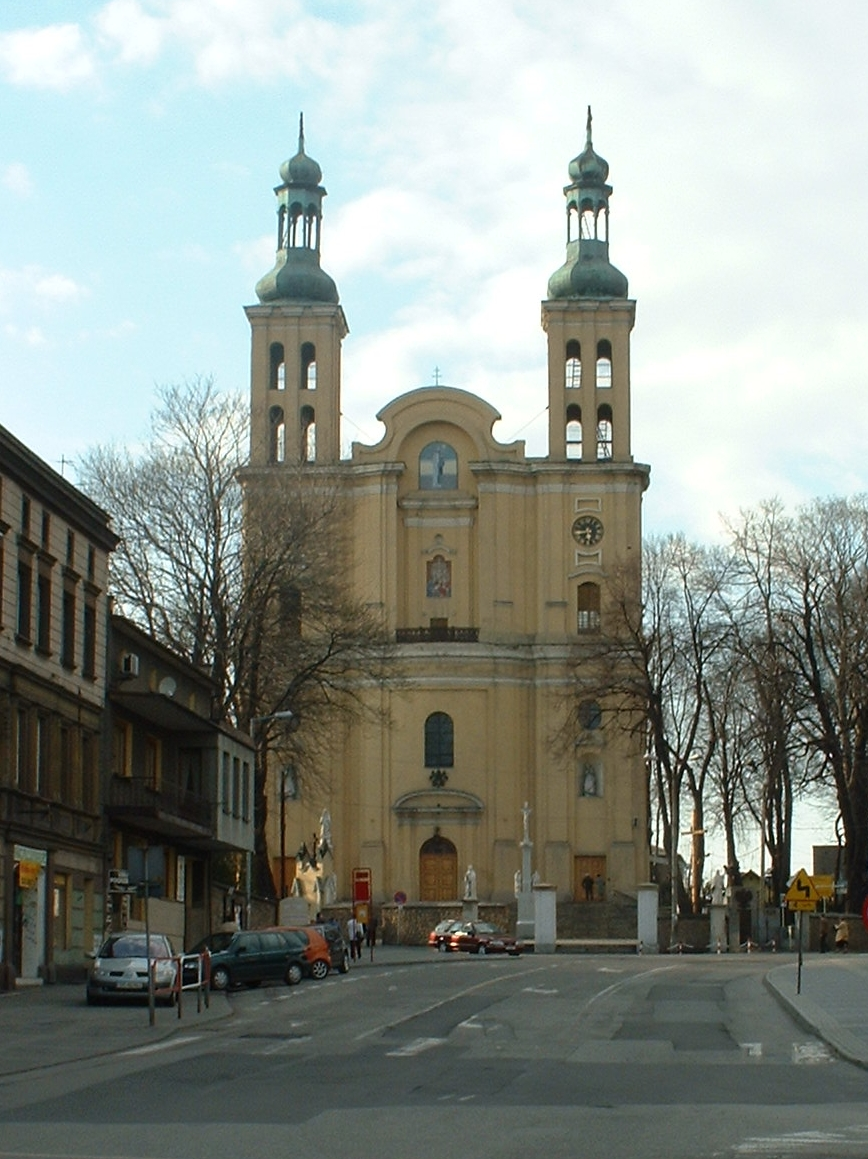
Wallfahrtsbasilika in Pszów

- Die barocke katholische Basilika Mariä Geburt aus dem 18. Jahrhundert wurde erst 1862 fertiggestellt.

## Partnerstädte
- Horní Benešov, Tschechien[3]

## Söhne und Töchter von Pszów
- Carl Szmula (1828–1890), Arzt in Zabrze
- Julius Szmula (1829–1909), Politiker, Abgeordneter im Reichstag, Zentrum
- Ralf Reichwald (* 1943), Arbeits- und Organisationswissenschaftler